# Стінка «Угринська»
Сті́нка Угри́нська — комплексна пам'ятка природи місцевого значення в Україні. Розташована на території Чортківського району Тернопільської області, крутий схил вздовж лівобережжя річки Серет, від міста Чортків до села Угринь. 
Площа 30 га. Статус отриманий у 2010 році. Перебуває у віданні Угринської сільської ради. 
Статус надано з метою збереження місць зростання рідкісних видів рослин, як-от сон-трава (Pulsatilla grandis) і ясенець білий (Dictamnus albus), занесених до Червоної книги України.